# Batman: Arkham City Lockdown
Batman: Arkham City Lockdown es un videojuego de acción-aventura desarrollado por NetherRealm Studios y publicado por Warner Bros. Interactive Entertainment para iOS y Android. El juego es parte de la serie Batman: Arkham, y fue lanzado el 7 de diciembre de 2011 para iOS y en el 1.er trimestre de 2013 Android. Teniendo lugar antes de Batman: Arkham City, el juego ve a los jugadores usando controles de pantalla táctil para luchar contra los enemigos uno contra uno, incluyendo villanos como Dos Caras, Solomon Grundy, el Joker y Deathstroke. Al derrotar enemigos se gana puntos que pueden ser utilizados para mejorar las estadísticas de Batman o desbloquear artilugios o trajes. El juego cuenta con la integración con Game Center.

## Trama
Tras el anuncio de Arkham City por el alcalde Quincy Sharp, el Joker escapa del Asilo Arkham y los súper villanos están desatados en las calles de Gotham City, reclusos como Dos Caras y Hiedra Venenosa. Con la intención de detener a los fugitivos, Batman arresta a Dos Caras después de acabar con su pandilla en las calles de Gotham, y luego derrota a los miembros de la pandilla del Pingüino de la prisión de Blackgate en las alcantarillas de Gotham, con el tiempo encontrándose con Solomon Grundy antes de derrotarlo rápidamente. Sin embargo, Hugo Strange, el alcalde de jefe de Arkham City y uno de los principales antagonistas de Batman: Arkham City, envía a Deathstroke como un asesino en la Fundición para matar finalmente al caballero oscuro, así como usar su propia banda personal para ayudarle. Pero cuando el plan sale mal y Batman arresta a Deathstroke y lo envía a Blackgate, Strange empieza a formular planes más maniáticos para matar y suceder a Batman. Más tarde esa noche en los tejados de Gotham, Batman se enfrenta al mismo Joker ya su banda, que actualmente está muriendo de envenenamiento por la fórmula TITÁN inyectada en él durante los eventos de Batman: Arkham Asylum. A pesar de los mejores esfuerzos del payaso, Batman neutraliza al Joker y lo acompaña de nuevo al asilo, para gran enojo de Harley Quinn. Estadificando su propio escape con el Sr. Martillo, un nuevo matón contratado por el Joker, ella secuestra a una enfermera con la esperanza de curar a su amado, pero Batman salva el día y pone a Quinn tras las rejas. Con el último fugitivo en libertad, Hiedra Venenosa, Batman se dirige al distrito de negocios de Gotham, donde Hiedra ha esclavizado al DPGC, y durante su confrontación, revela que ha hipnotizado a Robin también. Después de que Batman prevalece en la lucha final, él escolta a Hiedra de nuevo al asilo, poniendo fin al estallido.

## Jugabilidad
Este juego mete al jugador con la pantalla táctil para jugar. Si el jugador mueve su dedo a la izquierda ya la derecha él o ella puede hacer que Batman golpeé a sus enemigos repetidamente. Si un enemigo intenta golpear a Batman, el jugador puede deslizar su dedo hacia arriba para desviar el ataque del enemigo. Batman también puede contrarrestar a los enemigos pulsando una determinada parte del cuerpo en la pantalla que se traducirá en un derribo (o agotará una gran cantidad de su salud). Cuando Batman derrota a un matón de Gotham puede avanzar a la siguiente fase enfrentándose a otro matón. Después de derrotar al último enemigo, el nivel se completa. Si un enemigo golpea a Batman, perderá algo de salud. Si el enemigo hace que Batman pierda toda su salud, el juego ha terminado y tienes la opción de volver a intentarlo o salir del juego. Durante este proceso, los jugadores pueden usar las nuevas habilidades de Batman para cambiar la energía cinética a energía potencial para crear golpes devastadores. Los enemigos también pueden tener una ventaja de atacar a Batman que él sólo puede eludir estos movimientos en lugar de atacar debido a su escudo de color rojo. Hay un total de 4 (o 3) matones para combatir en 2 etapas antes de luchar contra el villano (jefe) detrás del crimen. También hay 4 fases extra que le dan mejoras a Batman. Después de que el jugador sube de nivel, él o ella gana experiencia. Con esta experiencia, los jugadores pueden comprar dispositivos, protección física, ataques combinados, aumentos de salud, etc. Los jugadores también pueden hacer que Batman cambie de trajes de su apariencia en Arkham City a su Battraje de 1970, que se puede adquirir de forma gratuita por descarga. Después de que el jugador termina el juego, pueden jugar de nuevo en un modo aún más difícil, donde los matones y los jefes son más difíciles de superar.

## Desarrollo
El juego se ha actualizado tres veces desde su lanzamiento. La primera actualización añaden más logros y trajes, mientras que la segunda y tercera añaden más zonas y villanos (Harley Quinn en la actualización 2 y Hiedra Venenosa en la actualización 3). Cada una de estas actualizaciones también añaden más pieles y logros, y aumentaron el nivel máximo.

### Sonido
El elenco de voces incluye: Kevin Conroy (Batman), Mark Hamill (el Joker), Tara Strong (Harley Quinn), Fred Tatasciore (Solomon Grundy, Sr. Martillo), Troy Baker (Dos Caras, Robin), Corey Burton (Hugo Strange), Larry Grimm (Deathstroke), Amy Carle (Hiedra Venenosa) en lugar de Tasia Valenza.

## Recepción
Batman: Arkham City Lockdown fue recibido con críticas mixtas. El Editor Asociado de IGN Andrew Goldfarb dijo, "Hay mucho que gusta de Arkham City Lockdown, pero por desgracia no hay mucho que amar. El juego es una forma divertida de pasar el tiempo, pero carece de la fantástica historia que ha hecho a los juegos Arkham de Rocksteady tan notables en las consolas. Este es el nombre de la gran excursión de Batman en iOS, y sólo podemos esperar que el próximo viaje del Caballero Oscuro a la App Store sea más grande y mejor." Continuó para darle un 7/10.